# Andreas Bauer
Andreas Bauer (né le 21 janvier 1964) est un ancien sauteur à ski allemand.

## Palmarès

### Jeux olympiques d'hiver
| Épreuve / Édition | Sarajevo 1984 | Calgary 1988 |
| Petit Tremplin    | 11e           | 29e          |
| Grand Tremplin    | 7e            | 34e          |
| Par Equipes       |               | 6e           |

### Championnats du monde
| Épreuve / Édition | Oslo 1982 | Seefeld 1985 | Oberstdorf 1987 | Lahti 1989 |
| Petit Tremplin    | 33e       | 39e          | 11e             | 18e        |
| Grand Tremplin    | 17e       | 21e          | 21e             | 27e        |
| Par Equipes       |           |              | 6e              |            |

### Championnats du monde de vol à ski
| Épreuve / Édition | Vikersund 1990 |
| Individuel        | 21e            |

### Coupe du monde
- Meilleur classement final : 10e en 1982.
- 1 victoire, 6 podiums au total.

#### Saison par saison
| Année | Lieu                               |
| 1987  | Garmisch-Partenkirchen (Allemagne) |